# Xã Springfield, Quận Richland, Ohio
Xã Springfield (tiếng Anh: Springfield Township) là một xã thuộc quận Richland, tiểu bang Ohio, Hoa Kỳ. Năm 2010, dân số của xã này là 10.685 người.